# Philibertia campanulata
Philibertia campanulata là một loài thực vật có hoa trong họ La bố ma. Loài này được (Lindl.) G. Nicholson miêu tả khoa học đầu tiên năm 1886.